# Guillermina Suggia
Guilhermina Augusta Xavier de Medin Suggia (Porto, 27 de juny del 1885 - 30 de juliol del 1950) fou una violoncel·lista portuguesa.
Els primers estudis, els va fer a Lisboa amb David de Sousa i més tard fou deixebla de Klengel en el Conservatori de Leipzig, i feu la seva presentació en públic, amb gran èxit, el 1906, en un concert de la Gewandhaus dirigit per Nikisch. Després d'una extensa gira per Europa, treballà a París entre el 1906 i el 1912 algun temps sota la direcció de Casals, de qui en fou parella sentimental. Malgrat no estar casats per moralitat de l'època se'ls presentava com marit i muller. En separar-se el 1912 emprengué de nou una gira per Europa, en acabar la qual s'establí definitivament a Londres.
Le seva bellesa d'estil i la perfecció del seu fraseig no va restar superada, segons la crítica anglesa, per cap dels concertistes de violoncel durant molts anys.

## Retrat
Probablement, la imatge més famosa de Guilhermina Suggia és el retrat a l'oli realitzat per l'artista anglès Augustus John. Aquest retrat fou iniciat el 1920 i no s'acabà fins al 1923. Aparentment, Guilhermina està executant una Suite per a violoncel sol de Bach. El retrat fou exhibit en l'Institut Carnegie de Pittsburgh el 1924, comprat per un estatunidenc, però després fou retornat a Anglaterra i presentat en la Tate Gallery. Les mides del retrat són 186 x 185 cms.

## Llegat
L'Escola de Música Guilhermina Suggia, a la ciutat de Porto, és una escola d'Educació Artística Especialitzada en Música fundada el 2002.
Guilhermina Suggia va crear un premi anual que porta el seu nom per a estimular la carrera del millor violoncel·lista menor de 21 anys, a criteri del jurat.